# Vojtěch Král (kněz)
Vojtěch Král (23. dubna 1902, Opatovice u Hranic – 1. října 1991, Moravec) byl český kněz, farář ve Zdounkách a významná postava protifašistického odboje na Zlínsku v době 2. světové války, později farář v Luhačovicích, kanovník a probošt Kolegiátní kapituly u svatého Mořice v Kroměříži.

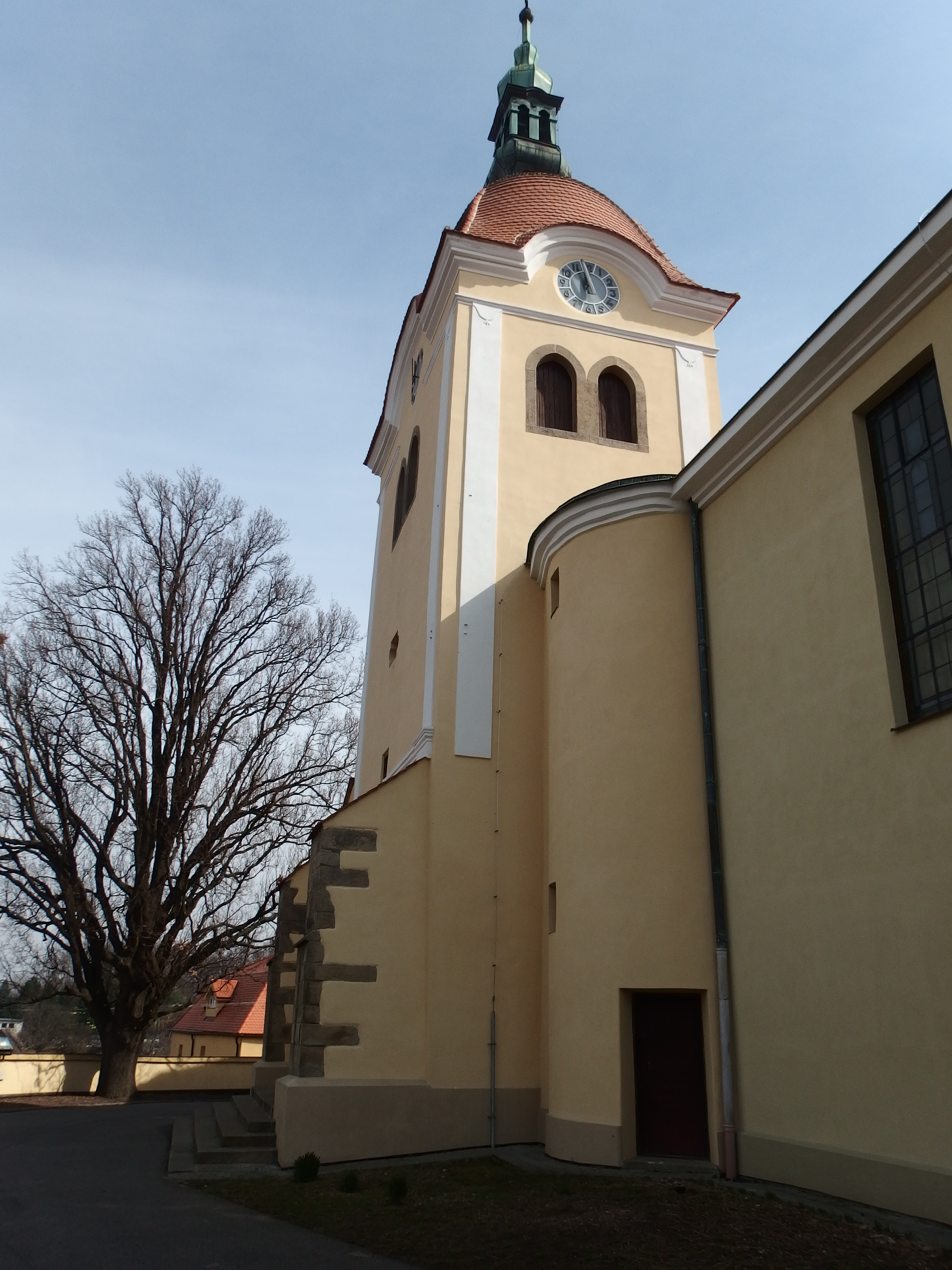
Nejsvětější Trojice, Zdounky

Po svém vysvěcení v roce 1925 působil Vojtěch Král jako kaplan v Lidečku, v roce 1931 nastoupil do duchovní správy ve Zdounkách. V roce 1934 se tam stal farářem. Během svého působení se zasloužil o opravu kostela Nejsvětější Trojice a fary. V roce 1943 založil ve Zdounkách odbojovou skupinu a stal se jejím velitelem. Až do konce války ukrýval na farním úřadě partyzány, ale také kněze a jiné osoby hledané gestapem. Členem této skupiny byl i hrabě Hugo Strachwitz, majitel zámku ve Zdounkách.
Za svou činnost získal Vojtěch Král po válce řadu uznání a vyznamenání. Komunistickým režimem byl ale později zatčen a uvězněn. Do Zdounek se už po svém propuštění nevrátil a působil pak jako kaplan v Malenovicích.
V roce 1965 se stal farářem v Luhačovicích. V období „Pražského jara“ usiloval o stavbu luhačovického kostela, který měl stát na tehdejší farské zahradě naproti zámecké kapli sv. Josefa. Projekt, jehož autorem byl architekt Jan Sokol, byl ovšem po srpnu 1968 zastaven a kostel Svaté Rodiny mohl být v Luhačovicích vybudován (na jiném místě a podle jiného projektu) až po roce 1989.

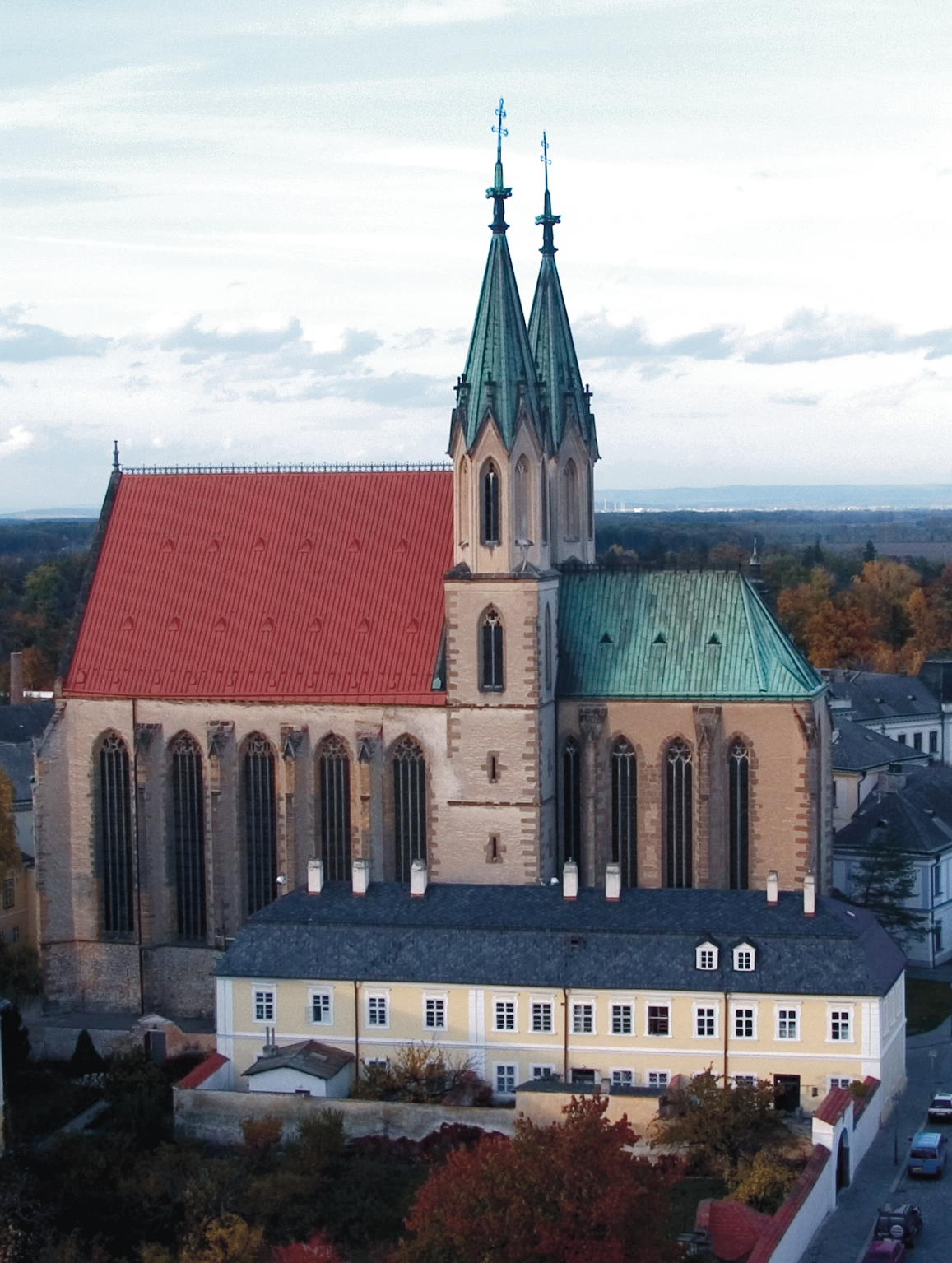
Svatý Mořic, Kroměříž

V roce 1972 se Vojtěch Král stal kanovníkem a v letech 1975–1991 byl proboštem Kolegiátní kapituly u svatého Mořice v Kroměříži. V letech 1973–1975 měl také na starosti duchovní správu na Svatém Hostýně. Zemřel 1. října 1991 v kněžském domově v Moravci.